# Fluchtpunkt (Film)
Fluchtpunkt (Originaltitel: O Fio do Horizonte) ist ein international produzierter Kriminalfilm des portugiesischen Regisseurs Fernando Lopes aus dem Jahr 1993. Der Film trägt Züge eines Filmdramas und ist eine Adaption der Erzählung Il filo dell'orizzonte (dt. Titel: Der Rand des Horizonts) des italienischen Autors Antonio Tabucchi aus dem Jahr 1986.

## Inhalt
Spino ist 50 Jahre alt und Pathologe im Lissabonner Leichenschauhaus. Der eher düstere Gerichtsmediziner führt ein von Routine geprägtes Leben und hat eine diskrete Affäre mit der liebevollen Francisca.
Eines Tages wird die unidentifizierte Leiche eines jungen Mannes, der in einem Schusswechsel mit der Polizei erschossen wurde, bei ihm eingeliefert. Tief erschüttert erkennt er in der Leiche des jungen Mannes äußerlich sich selbst. Nach diesem Schock, und nachdem der ermittelnde Kommissar sich nicht für Spinos rätselhaft wirkende Aussagen interessiert, beginnt er eigene Ermittlungen, um die Identität des Mannes zu ermitteln. Einsam und besessen verfolgt Spino nun jeden Hinweis und jede Spur in den Straßen und Gassen Lissabons, bis zum Verlust des Realitätssinns.
Sein persönliches Umfeld ist von seiner schnell voranschreitenden Wandlung irritiert, einzig Francisca beginnt ihn irgendwann zu verstehen, jedoch zu spät: Spino ist bereits viel zu entschlossen, die Identität seines toten jungen Doppelgängers aufzuklären, um seinen Weg nicht bis zum fatalen Ende zu gehen.

## Rezeption
Der Film hatte seine Premiere am 24. November 1993 beim Internationalen Filmfestival von Amiens, wo er das Goldene Einhorn für den besten Film gewann, Hauptdarsteller Claude Brasseur wurde dort als bester Schauspieler ausgezeichnet. Er kam am 4. März 1994 in die portugiesischen, am 13. Mai 1994 in die spanischen und am 22. Dezember 1994 in die niederländischen Kinos.
Die Kritik nahm den Film positiv auf. Die Kamera und die Inszenierung wurden von der Filmkritik gelobt, ebenso die Schauspielleistungen, insbesondere die der beiden Hauptdarsteller und die von Ana Padrão als Prostituierte. Zwar seien Geschichten der Identitätssuche eines alternden Mannes ausgehend von einer irrealen Begegnung bereits mehrfach in Film und Literatur behandelt worden, doch zeichne sich dieser Film durch Besonderheiten aus. Die Bilder einer verlorenen Seele auf der Suche in den verlorenen Gassen einer surreal wirkenden Stadt mit ihren verlorenen Seelen erzeugten eine fesselnde Atmosphäre, beschnitten dabei jedoch auch Umfang und Tiefe der Romanvorlage. Der Zuschauer erfährt hier im Laufe der Handlung, wie viele Rollen der Tod im bisherigen Leben Spinos gespielt hat und wie sich damit sein von Schuldgefühlen und Obsession geprägter Charakter erklärt. Die offensichtlich rätselhaften und widersprüchlichen Hinweise und Fakten seiner Recherchen ergeben für den Zuschauer dabei nur langsam Sinn und erklären sich nur durch das Innenleben Spinos, das dem Zuschauer jedoch nur von außen sichtbar und damit stets mysteriös bleibt, bis zum überraschenden und rätselhaften Ende.
Regisseur Lopes kehrte mit diesem Film in das Lissabon seines frühen Hauptfilms Belarmino (1964) zurück, erneut zeigt er hier nur etwas von der hellen Seite und viel des rätselhaften Geistes und der Schatten Lissabons.

„Eine ambitionierte Romanverfilmung, die sich mit dem Thema der Identitätskrise beschäftigt. Bei der geradlinigen Umsetzung verliert die Geschichte jedoch viel von ihrer verstörenden Doppeldeutigkeit, das transzendentale Moment geht in den Bildern verloren. (O.m.d.U.).“